# Reilly (Familienname)
Reilly oder O’Reilly ist ein irischer und englischer Familienname.

## Namensträger

### A
- Ahna O’Reilly (* 1984), US-amerikanische Schauspielerin
- Alejandro O’Reilly (1723–1794), spanischer Militär und Kolonialgouverneur
- Andreas von O’Reilly (1742–1832), k. k. General der Kavallerie und Kommandeur des Maria-Theresia-Ordens
- Archer E. Reilly (1918–2003), US-amerikanischer Jurist und Politiker

### B
- Bernard O’Reilly (Bischof von Hartford) (1803–1856), römisch-katholischer Geistlicher, Bischof von Hartford
- Bernard O’Reilly (Bischof von Liverpool) (1824–1894), römisch-katholischer Geistlicher, Bischof von Liverpool
- Bernard O’Reilly (Autor) (1903–1975), australischer Autor
- Bill O’Reilly (William James O’Reilly, Jr.; * 1949), US-amerikanischer Moderator
- Brian Reilly (Schachspieler) (Brian Patrick Reilly; 1901–1991), irischer Schachspieler und Autor
- Brian Reilly (Produzent) (Brian Morgan Reilly; 1946–2011), US-amerikanischer Filmproduzent und Schauspieler
- Brie O’Reilly (* 1998), kanadische Volleyballspielerin

### C
- Cal O’Reilly (* 1986), kanadischer Eishockeyspieler
- Charles O’Reilly (Bischof) († 1800), irischer Geistlicher, Bischof von Kilmore
- Charles Reilly (Leichtathlet), australischer Leichtathlet
- Charles Herbert Reilly (1874–1948), britischer Architekt und Hochschullehrer
- Charles Joseph O’Reilly (1860–1923), kanadischer Geistlicher, Bischof von Baker City
- Charles Nelson Reilly (1931–2007), US-amerikanischer Regisseur
- Cody O’Reilly (* 1988), US-amerikanischer Radrennfahrer
- Colm O’Reilly (* 1935), irischer Geistlicher, Bischof von Ardagh
- Cyril O’Reilly (* 1958), US-amerikanischer Schauspieler und Filmproduzent

### D
- Daniel O’Reilly (Politiker) (1838–1911), US-amerikanischer Jurist und Politiker
- Daniel O’Reilly (Schauspieler), US-amerikanischer Schauspieler und Lehrer
- Daniel Patrick Reilly (1928–2024), US-amerikanischer Geistlicher, Bischof von Worcester

### E
- Edmund Joseph Reilly (1897–1958), US-amerikanischer römisch-katholischer Geistlicher, Weihbischof in Brooklyn
- Edmund O’Reilly, irischer Geistlicher, Erzbischof von Armagh
- Emily O’Reilly (* 1957), irische Journalistin und Autorin, Europäische Bürgerbeauftragte
- Erin Allin O’Reilly, US-amerikanische Schauspielerin

### F
- Finbarr O’Reilly (* 1971), kanadisch-britischer Journalist, Fotograf, Dokumentarfilmer und Autor
- Franz Johann Joseph von Reilly (1766–1820), österreichischer Verleger und Kartograf
- Franz Karl O’Reilly (1763–1802), böhmischer Arzt und Beförderer der Kuhpockenimpfung

### G
- Genevieve O’Reilly (* 1977), irisch-australische Schauspielerin
- Gerald O’Reilly († 1915), irischer Politiker, Oberbürgermeister von Dublin

### H
- Heather O’Reilly (* 1985), US-amerikanische Fußballspielerin

### J
- Jack Reilly (1932–2018), US-amerikanischer Jazzpianist, Komponist, Arrangeur und Autor
- Jackson O’Reilly (James Oliver Rigney, Jr., * 1948) US-amerikanischer Schriftsteller, siehe Robert Jordan (Schriftsteller, 1948)
- James Reilly (Schwimmer) (1890–1962), US-amerikanischer Schwimmer
- James Reilly (* 1955), irischer Politiker
- James O’Reilly (1855–1934), irischer Geistlicher, Bischof von Fargo
- James Bernard Reilly (1845–1924), US-amerikanischer Politiker
- James F. Reilly (* 1954), US-amerikanischer Astronaut
- James W. Reilly (1828–1905), US-amerikanischer General und Politiker
- Jenny Quinn O’Reilly (1762–1802), irische Adlige, zweite Frau von Fürst Andrei Iwanowitsch Wjasemski, als Fürstengemahlin Jewgenija Iwanowna Wjasemskaja
- Joe O’Reilly (* 1955), irischer Politiker
- John Reilly (Politiker) (1836–1904), US-amerikanischer Politiker
- John Reilly (Sänger) (1926–1969), irischer Sänger
- John Reilly (Schauspieler, 1934) (1934–2021), US-amerikanischer Schauspieler
- John Reilly (Künstler) (1939–2013), US-amerikanischer Künstler
- John Reilly (Fußballspieler) (* 1962), schottischer Fußballspieler
- John C. Reilly (* 1965), US-amerikanischer Schauspieler
- John M. Reilly (* 1933), US-amerikanischer Literaturwissenschaftler

### K
- Karin O’Reilly Clashing (* 1992), antiguanische Schwimmerin
- Kelly Reilly (* 1977), britische Schauspielerin
- Kieran Reilly (* 2001), britischer BMX-Freestyle-Fahrer
- Kieran O’Reilly (* 1952), irischer Ordensgeistlicher, Bischof von Killaoe
- Kyle O’Reilly (* 1987), kanadischer Wrestler

### L
- Lawrie Reilly (1928–2013), schottischer Fußballspieler
- Liam Reilly (1955–2021), irischer Singer-Songwriter
- Louise O’Reilly (* 1973), irische Politikerin (Sinn Féin)
- Lucy O’Reilly Schell (1896–1952), US-amerikanische Automobilrennfahrerin

### M
- Maddy O’Reilly (* 1990), US-amerikanische Pornodarstellerin
- Maggie Reilly (* 1956), schottische Sängerin
- Mark Reilly, britischer Sänger, Mitglied von Matt Bianco
- Matthew Reilly (* 1974), australischer Schriftsteller
- Michael Reilly (1869–1944), amerikanischer Politiker
- Michael Patrick Joseph Reilly (* 1958), neuseeländischer Historiker
- Michael O’Reilly (Bischof, † 1758) († 1758), irischer Geistlicher, Erzbischof von Armagh
- Michael O’Reilly (Bischof, 1894) (1894–1973), neufundländischer Geistlicher, Bischof von St. George’s
- Michael O’Reilly (Leichtathlet) (* 1958), britischer Langstreckenläufer
- Michael O’Reilly (Boxer) (* 1993), irischer Boxer
- Mike Reilly (* 1993), US-amerikanischer Eishockeyspieler

### N
- Nathaniel Reilly-O’Donnell (* 1988), britischer Ruderer
- Nick Reilly (* 1949), britischer Manager
- Nico O’Reilly (* 2005), englischer Fußballspieler

### P
- Paddy Reilly (* 1939), irischer Folkmusiker
- Patricia Reilly Giff (1935–2021), US-amerikanische Autorin von Kinder- und Jugendliteratur
- Patrick Reilly (1909–1999), britischer Diplomat
- Patrick O’Reilly (1906–1994), irischer Politiker
- Patrick Thomas O’Reilly (1833–1892), irisch-amerikanischer Geistlicher, Bischof von Springfield
- Paul Reilly, Baron Reilly (1912–1990), britischer Designer und Journalist
- Percy O’Reilly (1870–1942), britischer Polospieler
- Peter O’Reilly (1827–1905), britisch-kanadischer Jurist
- Peter Reilly (Politiker) (um 1933–1977), kanadischer Politiker (PC) und Journalist
- Peter Reilly (Rugbyspieler) (* 1944), australischer Rugby-Union-Spieler
- Peter Reilly (Justizopfer) (* 1956), US-amerikanisches Justizopfer
- Phil Reilly (* 1968), australischer Poolbillardspieler
- Philip O’Reilly (* 1980), neuseeländisch-japanischer Rugby-Union-Spieler
- Philip Leo O’Reilly (* 1944), irischer Geistlicher, Bischof von Kilmore

### R
- Robert O’Reilly (* 1950), US-amerikanischer Schauspieler
- Rory  O’Reilly (*  1955), US-amerikanischer Radrennfahrer
- Rose Reilly (* 1955), schottisch-italienische Fußballspielerin
- Ryan O’Reilly (Musiker) (* 1986), britischer Singer-Songwriter
- Ryan O’Reilly (* 1991), kanadischer Eishockeyspieler

### S
- Samuel O’Reilly († 1908), irisch-amerikanischer Tätowierer
- Sarah Reilly (* 1973), irische Leichtathletin
- Sidney Reilly (1873 oder 1874–1925), russischer Abenteurer und Spion
- Stephanie Reilly (* 1978), irische Leichtathletin
- Susie O’Reilly (1881–1960), australische Ärztin und Geburtshelferin

### T
- Terry Reilly (1947–2025), australischer Bogenschütze
- Terry O’Reilly (* 1951), kanadischer Eishockeyspieler
- Thomas Reilly (Filmeditor) (1911–1970), US-amerikanischer Filmeditor
- Thomas Reilly (Jurist) (* 1942), US-amerikanischer Jurist
- Thomas Charles O’Reilly (1873–1938), US-amerikanischer Geistlicher
- Thomas L. Reilly (1858–1924), US-amerikanischer Politiker
- Tim O’Reilly (* 1954), irischer Softwareentwickler und Verlagsgründer
- Tommy Reilly (1919–2000), kanadischer Musiker
- Tony O’Reilly (1936–2024), irischer Rugbyspieler und Unternehmer

### V
- Valli O’Reilly, Maskenbildnerin

### W
- Wilf O’Reilly (* 1964), britischer Shorttracker
- William Reilly (Ingenieur) (1866–1950), britischer Erfinder
- William Reilly (Drehbuchautor) (William C. Reilly), Drehbuchautor, Schauspieler und Regisseur
- William K. Reilly (* 1940), amerikanischer Manager und Regierungsbeamter
- Wilson Reilly (1811–1885), US-amerikanischer Politiker